# Католицизм в Нигере
Католицизм в Нигере. Католическая церковь Нигера является частью всемирной Католической церкви. Численность католиков в Нигере составляет около 17 тысяч человек (0,13 % от общей численности населения) по данным Католической энциклопедии; 16 тысяч человек по данным сайта Catholic Hierarchy.

## История
С XI века преобладающей религией Нигера является ислам. В 1922 году Нигер стал колонией Франции. Первая католическая миссия была основана в 1931 году священниками Лионского общества африканских миссий. В 1942 году была основана апостольская префектура Ниамея, в 1961 году преобразованная в полноценную епархию. С 1948 года миссию в Нигере вели священники из общества редемптористов.
В 1960 году Нигер стал независимым государством. В 1971 году установлены дипломатические отношения Нигера и Святого Престола и открыта нунциатура в Ниамее.
В 2001 году образована вторая епархия — епархия Маради. В 2007 году епархия Ниамея была возведена в статус архиепархии-митрополии, а епархия Маради подчинена ей в качестве суффраганной.

## Современное состояние
Несмотря на то, что доминирующей религией в Нигере является ислам, католическое меньшинство до 2015 года исповедовало свою религию свободно. Конституция Нигера гарантирует свободу совести, а Рождество Христово и Пасха отмечаются в качестве государственных праздников. Большинство католиков Нигера — иностранцы, проживающие в стране, и представители социально-культурной элиты. В стране служат 44 священника, действуют 17 приходов.
В 2015 году по стране прокатилась волна беспорядков, организованных исламистами, в знак протеста против карикатур в журнале Charlie Hebdo. Беспорядки носили антихристианский характер, было уничтожено 45 католических церквей. После беспорядков епископат Нигера приостановил всю деятельность Католической церкви в этой стране до нормализации ситуации.
Поскольку в Нигере только два католических епископа, национальная конференция католических епископов отсутствует, а оба нигерских епископа входят в состав объединённой конференции епископов Буркина-Фасо и Нигера.